# Encalypta microphylla
Encalypta microphylla là một loài rêu trong họ Encalyptaceae. Loài này được Nees & Hornsch. mô tả khoa học đầu tiên năm 1827.